# Bądki (województwo warmińsko-mazurskie)
Bądki (dawna nazwa Bündtken) – osada w Polsce położona w województwie warmińsko-mazurskim, w powiecie iławskim, w gminie Zalewo.
W latach 1975–1998 miejscowość administracyjnie należała do województwa olsztyńskiego.
Wieś wzmiankowana w dokumentach z roku 1397, jako wieś pruska na 20 włokach. Pierwotna nazwa Bandyan najprawdopodobniej wywodzi się od imienia Prusa - Bundeka. W roku 1782 we wsi odnotowano 33 domów (dymów), natomiast w 1858 w 16 gospodarstwach domowych było 210 mieszkańców. W latach 1937–39 było 244 mieszkańców. W roku 1973 jako majątek Bądki należały do powiatu morąskiego, gmina i poczta Zalewo.

## Zabytki
- Zespół dworski z XIX wieku[4].